# Christian Gyan
Christian (Chris) Atta Gyan (Tema, 2 november 1978 – Rotterdam, 29 december 2021) was een Ghanees voetballer met tevens de Nederlandse nationaliteit die als verdediger speelde.

## Clubcarrière
Gyan begon zijn loopbaan bij Ghapoha Readers en kwam na een succesvol wereldkampioenschap voetbal onder 17 - 1995 in 1996 samen met Patrick Allotey naar Feyenoord, waar Gyan eerst werd uitgeleend aan Excelsior. Na een half jaar haalde Leo Beenhakker hem terug naar Feyenoord en werd hij een vaste reserve. Hij kampte ook geregeld met blessures. Bij Feyenoord won hij een landskampioenschap, een Johan Cruijff Schaal en een UEFA Cup. Gyan speelde tevens tevens een rol in de FIOD-affaire bij Feyenoord. In de zomer van 2007 liep zijn contract bij Feyenoord af. In zijn laatste seizoen was hij wederom aan Excelsior verhuurd.
Hij was niet succesvol op proef bij onder meer Helsingborgs IF en Sandefjord Fotball. In juni 2008 vertrok hij naar Finland en tekende een contract bij TPS Turku. In een half jaar speelde hij drie wedstrijden in de UEFA Intertoto Cup 2008 en in zestien wedstrijden in de Veikkausliiga. Op 14 januari 2009 vertrok hij naar Wrexham AFC, waarvoor hij tweemaal tijdens het toernooi om de FA Trophy in actie kwam en geen enkele competitiewedstrijd speelde. Zijn contract werd in de zomer van 2009 niet verlengd. Begin 2010 keerde Gyan terug in Finland en tekende een contract bij RoPS Rovaniemi. Door een blessure in februari 2010 kwam hij niet in actie voor de club, waarna zijn contract al snel werd ontbonden. In het seizoen 2010/11 speelde hij voor de Rotterdamse amateurclub RKSV Leonidas in de Zondag Hoofdklasse A.

## Interlandcarrière
Gyan won met het Ghanees elftal onder 17 het wereldkampioenschap voetbal onder 17 in 1995. Ook nam hij deel aan het wereldkampioenschap voetbal onder 20 in 1997 (4e). Gyan debuteerde op 13 oktober 1998 voor het Ghanees voetbalelftal in een vriendschappelijke wedstrijd in en tegen Nederland (0-0). Hij maakte deel uit van de Ghanese selectie op het Afrikaans kampioenschap voetbal in 2000.

## Privé
Na zijn carrière kwam Gyan, die intussen de Nederlandse nationaliteit had verkregen, in financiële problemen. Dit kwam mede omdat hij veel van zijn geld weggaf. Via een sponsor van Feyenoord werkte hij sinds 2011 in de haven van Rotterdam, maar omdat hij last kreeg van epilepsie, moest hij daarmee stoppen. Om zijn financiële zorgen te verlichten, startte een groep supporters een inzamelingsactie.
In november 2021 werd bekendgemaakt dat Gyan leed aan kanker en ongeneeslijk ziek was. Hij overleed een maand later op 43-jarige leeftijd. Door een inzamelingsactie werd 150.000 euro opgehaald voor zijn nabestaanden. Gyan werd begraven op het Feyenoordvak van de Zuiderbegraafplaats.

## Statistieken
| Seizoen   | Club          | Land               | Competitie           | Wedstrijden | Doelpunten |
| --------- | ------------- | ------------------ | -------------------- | ----------- | ---------- |
| 1996/97   | Feyenoord     | Vlag van Nederland | Eredivisie           | 0           | 0          |
| 1997/98   | → Excelsior   | Vlag van Nederland | Eerste divisie       | 16          | 0          |
| 1997/98   | Feyenoord     | Vlag van Nederland | Eredivisie           | 14          | 0          |
| 1998/99   | Feyenoord     | Vlag van Nederland | Eredivisie           | 12          | 1          |
| 1999/2000 | Feyenoord     | Vlag van Nederland | Eredivisie           | 9           | 0          |
| 2000/2001 | Feyenoord     | Vlag van Nederland | Eredivisie           | 13          | 2          |
| 2001/2002 | Feyenoord     | Vlag van Nederland | Eredivisie           | 16          | 0          |
| 2002/2003 | Feyenoord     | Vlag van Nederland | Eredivisie           | 12          | 0          |
| 2003/2004 | Feyenoord     | Vlag van Nederland | Eredivisie           | 7           | 0          |
| 2004/2005 | Feyenoord     | Vlag van Nederland | Eredivisie           | 8           | 0          |
| 2005/2006 | Feyenoord     | Vlag van Nederland | Eredivisie           | 2           | 0          |
| 2006/2007 | → Excelsior   | Vlag van Nederland | Eredivisie           | 16          | 0          |
| 2008      | TPS Turku     | Vlag van Finland   | Veikkausliiga        | 16          | 0          |
| 2008/2009 | Wrexham       | Vlag van Wales     | Football League Two  | 0           | 0          |
| 2010      | RoPS          | Vlag van Finland   | Veikkausliiga        | 0           | 0          |
| 2010/11   | RKSV Leonidas | Vlag van Nederland | Zondag Hoofdklasse A | ?           | ?          |
| Totaal    |               |                    |                      | 141         | 3          |

## Erelijst
| Competitie                           |           |           |           |           |
| Competitie                           | Aantal    | Jaren     |           |           |
| Feyenoord                            | Feyenoord | Feyenoord | Feyenoord | Feyenoord |
| ------------------------------------ | --------- | --------- | --------- | --------- |
| Internationaal                       |           |           |           |           |
| UEFA Cup                             | 1x        | 2001/02   |           |           |
| Nationaal                            |           |           |           |           |
| Eredivisie                           | 1x        | 1998/99   |           |           |
| Johan Cruijff Schaal                 | 1x        | 1999      |           |           |
| Ghana onder 17                       |           |           |           |           |
| Wereldkampioenschap voetbal onder 17 | 1x        | 1995      |           |           |